# Paidia brunneagriscens
Paidia brunneagriscens är en fjärilsart som beskrevs av Daniel 1932. Paidia brunneagriscens ingår i släktet Paidia och familjen björnspinnare. Inga underarter finns listade i Catalogue of Life.